# Auf der Maur (álbum)
Auf der Maur es el álbum debut de la música canadiense de rock alternativo Melissa Auf der Maur, publicado el 2 de febrero de 2004 a través de Capitol Records. Después de su ciclo como bajista de Hole y The Smashing Pumpkins, Auf der Maur comenzó la grabación en 2002 y se pasó dos años grabando en varios estudios de Estados Unidos y Canadá junto al productor  Chris Goss. Sin embargo, todas las canciones fueron compuestas entre 1992 y 2002, mientras tocaba con Tinker, Hole y The Smashing Pumpkins.
Auf der Maur cuenta con varias colaboraciones que incluyen sus excompañeros Eric Erlandson y James Iha de Hole y The Smashing Pumpkins, respectivamente, Josh Homme de Queens of the Stone Age, Mark Lanegan, Jeordie White y John Stanier. El sonido del disco se desvía significativamente de sus anteriores trabajos y se acerca a sonidos más experimentales y progresivos.
En el momento de su publicación, Auf der Maur recibió, en general, buenas críticas aunque su éxito comercial fue medio; vendió 200 000 copias a nivel internacional. Antes del lanzamiento hizo una exitosa gira por Europa y el Reino Unido, por lo cual dos de los tres sencillos extraídos del disco, «Followed the Waves» y «Real a Lie», entraron en la lista británica de sencillos. Después comenzó otra gira por Norteamérica y, nuevamente, el Reino unido, que llevó al disco a entrar en el Billboard 200 estadounidense y el UK Album Chart en el 187 y 31, respectivamente.

## Trasfondo
Siguiendo su marcha de Hole en noviembre de 1999, Melissa Auf der Maur se unió como bajista de The Smashing Pumpkins en sustitución de D'arcy Wretzky in The Smashing Pumpkins, a comienzos de 2002. Comenzó tocando en la gira de Sacred and Profane tour presentando el disco Machina/The Machines of God del año 2000 y ya aparece en los videoclips del disco. En mayo de 2000, The Smashing Pumpkins se separó y Auf der Maur no sabía qué camino iba a tomar con su carrera. En una entrevista para la revista Jam!, Auf der Maur dijo: «Una de las razones por las que me tomé 2001 libre era que ni siquiera sabía qué iba a hacer musicalmente. Posiblemente acabase tocando en un grupo que hiciese versiones el resto de mi vida» y que su «relación con la música se había tornado muy militar. Yo era una soldado, una trabajadora que nunca sacó suficientes satisfacciones de la música. No sabía si iba a grabar mi propio disco o no». A finales de 2001, Auf der Maur descubrió unas «viejas demos» en su casa de Montreal y «se percató que tenía material para un disco entero que había estado allí aguardando durante años». Entre las demos estaba «Real a Lie», una canción compuesta con Steve Durand, habitual colaborador de ella, que se publicó como sencillo cuando tocaban en la banda Tinker en 1994. Auf der Maur comentó que la decisión de grabar el disco «ocurrió de forma muy natural».

## Grabación
El disco se grabó entre 2001 y 2003 en varios estudios de Estados Unidos y Canadá, entre ellos: Stagg Street Studios de Los Ángeles, Stratosphere Sound de Nueva York, Rancho De La Luna de Joshua Tree, Glenwood Place Studios de Burbank, The Sound Factory de Hollywood, Sound City Studios y la residencia de Kevin Augunas de Van Nuys y French Kiss Studios de Montreal, Canadá. Las sesiones de grabación comenzaron en octubre de 2001 con la intención inicial de grabar en Chicago, Illinois; pero esos planes se dejaron de lado. A pesar de que cada sesión contó con un ingeniero de sonido distinto, la producción del disco corrió a cargo de Chris Goss y ella, ya que en ese momento no tenía ningún contrato discográfico. Además, se autofinanció las grabaciones para «asegurarse el control creativo», ya que quería que «los cimientos fueran realmente puros». Auf der Maur comentó, al describir el proceso: «La sección grabada en Los Ángeles es la parte bonita del disco, mientras que la parte más etérea y oscura, más roquera de hecho (que es mi ruta primordial y el músculo del disco) se grabó en Canadá. Y después en Chicago estamos grabando algunas canciones con James y Chris que son más pop medio disonantes; de tempo medio, volumen medio». Antes de terminar las sesiones de grabación, Auf der Maur se quedó sin presupuesto, por lo que no tenía suficiente para terminar la mezcla final; poco después firmó por Capitol Records.
En la grabación del disco colaboraron varios músicos; antiguos compañeros como Eric Erlandson y James Iha tocaron guitarra en «Would If I Could» y «Skin Receiver», respectivamente, Mark Lanegan colaboró con vocales en «Taste You», mientras que el líder de Queens of the Stone Age Josh Homme tocó guitarra e hizo coros en la canción «Skin Receiver». A este respecto, Auf der Maur comentó: «Tengo mucho suerte de tener todos estos amigos con talento. No me fue muy difícil encontrar músicos disponibles para tocar conmigo. Resulta ser que la gente más generosa es además la mejor y más dispuesta a tocar». En un principio se consideró la posibilidad de hacer un dueto con Rufus Wainwright, aunque finalmente se descartó.

## Lanzamiento
Auf der Maur se publicó el 2 de febrero de 2004, el 4 de mayo en los Estados Unidos y el 1 de junio en Canadá. A pesar de que se distribuyó internacionalmente a través de Capitol, EMI se encargó de la distribución en Canadá. Para su promoción inicial, Auf der Maur apareció el 17 de junio en el programa Late Night with Conan O'Brien y el 6 de julio en The Tonight Show with Jay Leno.
Del disco se extrajeron tres sencillos: «Followed the Waves», publicado el 16 de febrero de 2004 para acompañar el lanzamiento del disco; entró en las listas Billboard Modern Rock Tracks de los Estados Unidos y en el UK Singles Chart, alcanzando los puestos 32 y 35, respectivamente. El 3 de mayo se publicó «Real a Lie» para acompañar el lanzamiento del álbum en los estados Unidos, a pesar de que el sencillo solo logró entrar en las listas del Reino Unido en el puesto 33. El último sencillo fue «Taste You», publicado el 27 de septiembre; se posicionó en el número 51 de la lista británica. Los tres sencillos contaron con vídeos musicales de acompañamiento y se pueden descargar de forma gratuita en la página oficial de Auf der Maur en los formatos Windows Media Video, QuickTime y RealVideo.

### Gira

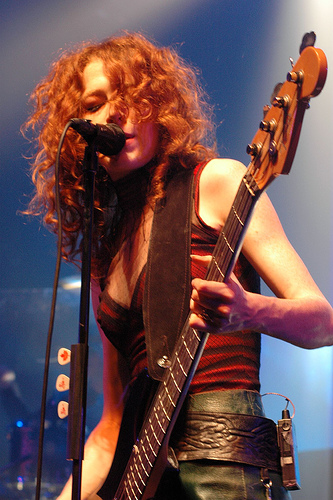
Melissa Auf der Maur actuando en Francia en su gira de 2004.

En 2004, Auf der Maur promocionó su disco con una gira casi constante a lo largo de Europa, Reino unido y Norteamérica. La gira comenzó el 30 de enero de 2004 y terminó el 4 de diciembre del mismo año. Constó de 151 fechas y contó con la colaboración de bandas como A Perfect Circle, Mínus, The Living Things, The Offspring, The Polyphonic Spree, The Von Bondies, Matthew Good y H.I.M., entre otros. Durante la gira, Auf der Maur tocó en festivales como el Curiosa en los Estados Unidos, el Pukkelpop belga, el Lowlands Festival en los Países Bajos, Reading Festival, Leeds Festival en el Reino Unido o el Independents Day Festival de Italia. Auf der Maur publicó constantentemente fotos de la gia en su página web oficial.
Después de la gira, EMI absorbió a Capitol Records. EMI se apoderó de todo el material grabado para Auf der Maur, incluyendo las tomas excluidas, las demos y las grabaciones de ensayos, bajo balduque. Después de meses de negociación, recuperó los derechos sobre sus grabaciones y abandonó Capitol/EMI en 2006. Recordando la experiencia, Auf der Maur dijo que había «una sensación repugnante cuando mezclas tu corazón con una estructura corporativista». Auf der Maur consideró todo esto a la hora de lanzar su siguiente disco, Out of Our Minds (2010), que finalmente publicó de forma independiente.

## Recepción
Auf der Maur entró en la lista Billboard Heatseekers de los Estados Unidos en el puesto número ocho y permaneció dos semanas, mientras que en el Billboard 200 solo alcanzó el puesto 187. Para el año 2006 el disco había vendido 35 000 copias en los Estados Unidos, según Nielsen SoundScan. Además vendió otras 165 000 internacionalmente, haciendo un total de 200 000 copias a nivel mundial.
Auf der Maur recibió, en general, críticas positivas. Metacritic, página dedicada a recopilar reseñas de críticos musicales, le otorga un 62 por cien de satisfacción, indicando reseñas mayoritariamene favorables. Stephen Thomas Erlewine de Allmusic le otorgó tres de cinco estrellas, comentando que el álbum tiene «un cierto aire nostálgico» y que «es un poco menos resbaladizo y más pulido» que su trabajo anterior, aunque dice que los temas «son un poco embarazosos y juveniles». Alternative Press le concedió cuatro de cinco estrellas, indicando que «lo importante del disco son los humeantes riffs de Auf Der Maur». Sin embargo, Keith Phipps de The A.V. Club dijo que «aunque Auf Der Maur nunca es mala, no hay nada distintivo en el disco» y pasó a comentar que es «un intento, a lo grande, muy guitarrero de musa inspirada por Billy Corgan» en su reseña donde otorgó solo tres de diez estrellas posibles. En su reseña para la BBC, Matt Wicks describió el disco como «excelente» y «parecido a los Pumpkins en su mejor época», mientras que comparó a Auf der Maur con otras músicas contemporáneas como Shirley Manson y PJ Harvey. La revista Blender también hizo una crítica positiva, otorgando tres de cinco estrellas, aunque criticó el canto de Auf der Maur, comentando: «golpeada por enormes guitarras, su diluida y desenrenada voz a veces suena indiferente».
Tom Edwards de Drowned in Sound le otorgó siete de diez estrellas y comentó que «las tres primeras canciones son las más convincentes» y que el disco «sigue teniendo todas las marcas distintivas de su disco debut [...] tiene las buenas canciones que ha ido coleccionando a lo largo de los años en su habitación y en la carretera». Entertainment Weekly le concedió un C+ y David Browne describió el álbum como «alt-rock profesional y comercial que levanta vuelo de forma intermitente» aunque «el sonido monolítico suena desfasado y apagado» y resumió diciendo que Auf der Maur es «el CD perfecto para 1995, publicado demasiado tarde». Adam Sweeting de The Guardian describió las canciones del disco como «potentes y manufacturadas con elegancia» y «planeadas», aunque remarcó que algunas estaban «hechas con multicapa» y le otorgó tres de cinco estrellas posibles. NME le concedió al disco ocho de diez estrellas y dijo que «la mezcla de letras realmente personales» y «la dura música te arrastra más adentro, mientras que la producción es enorme, tan física, que la música llena cualquier espacio con el que entra en contacto», mientras que la revista Q se refirió al disco como «una revelación» y le concedió cuatro de cinco estrellas.

## Lista de canciones
Todas las canciones escritas y compuestas por Melissa Auf der Maur, a menos que se indique lo contrario. 
| N.º   | Título                      | Escritor(es)               | Duración |  |
| 1.    | «Lightning Is My Girl»      |                            | 4:09     |  |
| 2.    | «Followed the Waves»        |                            | 4:48     |  |
| 3.    | «Real a Lie»                | Auf der Maur, Steve Durand | 4:22     |  |
| 4.    | «Head Unbound»              |                            | 3:58     |  |
| 5.    | «Taste You»                 |                            | 4:39     |  |
| 6.    | «Beast of Honor»            |                            | 3:27     |  |
| 7.    | «I'll Be Anything You Want» | Auf der Maur, Josh Homme   | 2:57     |  |
| 8.    | «My Foggy Notion»           |                            | 4:48     |  |
| 9.    | «Would If I Could»          |                            | 3:40     |  |
| 10.   | «Overpower Thee»            | Goss, Homme                | 2:35     |  |
| 11.   | «Skin Receiver»             | Durand                     | 3:35     |  |
| 12.   | «I Need I Want I Will»      | Auf der Maur, Homme        | 7:32     |  |
| 55:11 |                             |                            |          |  |

Edición Estados Unidos y Canadá bonus track
| N.º   | Título                                                 | Duración |  |
| 13.   | «Taste You» (Versión en francés, titulado "Te Goûter") | 4:40     |  |
| 59:51 |                                                        |          |  |

## Personal
| Músicos - Melissa Auf der Maur – voz, bajo, guitarra, teclados - Brant Bjork – batería (2, 8) - Steve Durand – guitarra (1, 3, 5, 6, 7, 11), coros (11) - Eric Erlandson – guitarra (9) - Chris Goss – guitarra (2, 7, 11), coros (4, 12), piano (10) - Josh Homme – guitarra (2, 7, 8, 12), batería (12), coros (11, 12) - James Iha – e bow (4), guitarra (11), coros (11) - Mark Lanegan – coros (5) - Ana Lenchantin – instrumentos de cuerda (8) - Paz Lenchantin – instrumentos de cuerda (8) - Nick Oliveri – bajo (7, 11, 12), coros (11) - Kelli Scott – batería (6) - John Stanier – batería (1, 7, 11) - Jeordie White – guitarra (1) - Atom Willard – batería (9) - Fernando Vela – instrumentos de cuerda (8) - Jordon Zadorozny – guitarra (2, 3, 6, 7, 8, 9), batería (5) | Personal técnico - Melissa Auf der Maur – productor - Chris Goss – productor - Martin Schmelzle – ingeniero de sonido (en Stagg Street Studios, Rancho De La Luna y Glenwood Place Studios) - Ben Mumphrey – ingeniero asistente (en Stagg Street Studios) - Howard Willing – ingeniero asistente (en Stagg Street Studios y Sound Factory) - Ele Janney – ingeniero (en Stratosphere Sound) - Rudyard Lee Cullers – ingeniero asistente (en Stratosphere Sound) - Kevin Augunas – ingeniero (en casa de Augunas) - Greg Koller – ingeniero (en casa de Augunas) - Jordon Zadorozny – ingeniero (en French Kiss Studio) - Joe Barresi – ingeniero (en Sound City) - Ben Grosse – mezclas - Eddy Schreyer – masterización Diseño - Eric Roinestad – dirección artística - Phil Poynter – fotografía - Yelena Yemchum – fotografía adicional - Melissa Auf der Maur – fotografía adicional |

## Posición en listas
Álbum
| Lista (2004)                         | Posición máxima |
| ------------------------------------ | --------------- |
| Austia                               | 50              |
| Bélgica: (Vl)                        | 38              |
| Bélgica: (Wa)                        | 74              |
| Países Bajos                         | 54              |
| Francia                              | 47              |
| Alemania                             | 32              |
| Suecia                               | 59              |
| Suiza                                | 54              |
| Reino Unido                          | 31              |
| Billboard 200 Estados Unidos         | 187             |
| Billboard Heatseekers Estados Unidos | 8               |

| Año                                     | Sencillo             | Posición máxima                  | Posición máxima |
| Año                                     | Sencillo             | Alternative Songs Estados Unidos | Reino Unido     |
| --------------------------------------- | -------------------- | -------------------------------- | --------------- |
| 2004                                    | "Followed the Waves" | 32                               | 35              |
| 2004                                    | "Real a Lie"         | —                                | 33              |
| 2004                                    | "Taste You"          | —                                | 51              |
| "—" lanzamiento que no entró en listas. |                      |                                  |                 |